# Biegi narciarskie na Zimowych Igrzyskach Olimpijskich 2022 – sprint drużynowy mężczyzn
Sprint drużynowy mężczyzn na Zimowych Igrzyskach Olimpijskich 2022 odbył się 16 lutego na Zhangjiakou National Cross-Country Skiing Centre w Zhangjiakou. Zawody rozegrano w stylu klasycznym.
Mistrzami olimpijskimi zostali Norwegowie (Erik Valnes, Johannes Høsflot Klæbo), srebrny medal zdobyli Finowie (Iivo Niskanen, Joni Mäki), a na najniższym stopniu podium stanęli reprezentanci Rosyjskiego Komitetu Olimpijskiego (Aleksandr Bolszunow, Aleksandr Tierientjew).

## Terminarz
| Data      | Konkurencja | Godzina rozpoczęcia | Godzina rozpoczęcia |
| Data      | Konkurencja | UTC+08:00           | CET                 |
| --------- | ----------- | ------------------- | ------------------- |
| 16 lutego | Półfinały   | 16:15               | 09:15               |
| 16 lutego | Finał       | 17:45               | 10:45               |

## Wyniki

### Półfinały

#### Półfinał 1
| Miejsce | Bib | Reprezentacja    | Zawodnicy                              | Czas     | Strata   | Uwagi |
| ------- | --- | ---------------- | -------------------------------------- | -------- | -------- | ----- |
| 1.      | 1   | Norwegia         | Erik Valnes Johannes Høsflot Klæbo     | 20:17,28 | —        | Q     |
| 2.      | 3   | Francja          | Hugo Lapalus Richard Jouve             | 20:17,31 | +0,08    | Q     |
| 3.      | 2   | Finlandia        | Iivo Niskanen Joni Mäki                | 20:17,81 | +0,53    | Q     |
| 4.      | 7   | Kanada           | Antoine Cyr Graham Ritchie             | 20:18,71 | +1,43    | Q     |
| 5.      | 11  | Estonia          | Henri Roos Martin Himma                | 20:24,29 | +7,01    |       |
| 6.      | 9   | Białoruś         | Alaksandr Woranau Jahor Szpuntou       | 20:34,07 | +16,79   |       |
| 7.      | 5   | Czechy           | Luděk Šeller Michal Novák              | 20:36,70 | +19,42   |       |
| 8.      | 8   | Słowenia         | Vili Črv Miha Šimenc                   | 20:43,03 | +25,75   |       |
| 9.      | 6   | Rumunia          | Paul Constantin Pepene Raul Mihai Popa | 21:03,35 | +46,07   |       |
| 10.     | 4   | Wielka Brytania  | James Clugnet Andrew Young             | 21:15,27 | +57,99   |       |
| 11.     | 12  | Australia        | Phillip Bellingham Seve de Campo       | 21:17,35 | +1:00,07 |       |
| 12.     | 13  | Litwa            | Modestas Vaičiulis Tautvydas Strolia   | 22:17,79 | +2:00,51 |       |
| 13.     | 10  | Korea Południowa | Kim Min-woo Jeong Jong-won             | 22:56,16 | +2:38,88 |       |

#### Półfinał 2
| Miejsce | Bib | Reprezentacja               | Zawodnicy                                 | Czas     | Strata   | Uwagi |
| ------- | --- | --------------------------- | ----------------------------------------- | -------- | -------- | ----- |
| 1.      | 15  | Włochy                      | Francesco De Fabiani Federico Pellegrino  | 20:06,99 | —        | Q     |
| 2.      | 16  | Szwecja                     | William Poromaa Oskar Svensson            | 20:07,57 | +0,58    | Q     |
| 3.      | 17  | Szwajcaria                  | Jonas Baumann Jovian Hediger              | 20:07,67 | +0,68    | Q     |
| 4.      | 21  | Austria                     | Michael Föttinger Benjamin Moser          | 20:07,78 | +0,79    | Q     |
| 5.      | 14  | Rosyjski Komitet Olimpijski | Aleksandr Bolszunow Aleksandr Tierientjew | 20:07,85 | +0,86    | LL    |
| 6.      | 19  | Stany Zjednoczone           | Ben Ogden JC Schoonmaker                  | 20:11,42 | +4,43    | LL    |
| 7.      | 20  | Chińska Republika Ludowa    | Wang Qiang Shang Jincai                   | 20:12,40 | +5,41    |       |
| 8.      | 23  | Polska                      | Maciej Staręga Kamil Bury                 | 20:19,87 | +12,88   |       |
| 9.      | 24  | Ukraina                     | Ołeksij Krasowski Rusłan Perechoda        | 20:48,40 | +41,41   |       |
| 10.     | 25  | Islandia                    | Snorri Einarsson Isak Stianson Pedersen   | 21:05,66 | +58,67   |       |
| 11.     | 22  | Łotwa                       | Raimo Vīgants Roberts Slotiņš             | 21:06,82 | +59,83   |       |
| 12.     | 18  | Niemcy                      | Albert Kuchler Janosch Brugger            | 21:20,39 | +1:13,40 |       |

### Finał
| Miejsce | Bib | Reprezentacja               | Zawodnicy                                 | Czas     | Strata   |
| ------- | --- | --------------------------- | ----------------------------------------- | -------- | -------- |
| 01 !    | 1   | Norwegia                    | Erik Valnes Johannes Høsflot Klæbo        | 19:22,99 | —        |
| 02 !    | 2   | Finlandia                   | Iivo Niskanen Joni Mäki                   | 19:25,45 | +2,46    |
| 03 !    | 14  | Rosyjski Komitet Olimpijski | Aleksandr Bolszunow Aleksandr Tierientjew | 19:27,28 | +4,29    |
| 4.      | 16  | Szwecja                     | William Poromaa Oskar Svensson            | 19:38,05 | +15,06   |
| 5.      | 7   | Kanada                      | Antoine Cyr Graham Ritchie                | 19:45,30 | +22,31   |
| 6.      | 15  | Włochy                      | Francesco De Fabiani Federico Pellegrino  | 19:48,42 | +25,43   |
| 7.      | 3   | Francja                     | Hugo Lapalus Richard Jouve                | 19:58,37 | +35,38   |
| 8.      | 17  | Szwajcaria                  | Jonas Baumann Jovian Hediger              | 20:04,35 | +41,36   |
| 9.      | 19  | Stany Zjednoczone           | Ben Ogden JC Schoonmaker                  | 20:28,07 | +1:05,08 |
| 10.     | 21  | Austria                     | Michael Föttinger Benjamin Moser          | 21:15,00 | +1:52,01 |